# Powiat Makowski
Der Powiat Makowski ist ein Powiat (Kreis) in der Woiwodschaft Masowien in Polen. Der Powiat hat eine Fläche von 1064,56 km², auf der etwa 46.000 Einwohner leben. Die Bevölkerungsdichte beträgt 44 Einwohner auf 1 km² (2004).

## Geschichte
In der Zwischenkriegszeit von 1919 bis 1939 war der Powiat Makowski Teil der Woiwodschaft Warschau. Von 1939 bis 1945 war das Kreisgebiet als Landkreis Mackeim Teil des neuen Regierungsbezirkes Zichenau der Provinz Ostpreußen.

## Gemeinden
Der Powiat umfasst zehn Gemeinden, davon eine Stadtgemeinde, eine Stadt-und-Land-Gemeinde und acht Landgemeinden.

### Stadtgemeinde
- Maków Mazowiecki (Makow)

### Stadt-und-Land-Gemeinde
- Różan

### Landgemeinden
- Czerwonka
- Karniewo
- Krasnosielc
- Młynarze
- Płoniawy-Bramura
- Rzewnie
- Sypniewo
- Szelków